# Malta op het Eurovisiesongfestival 2009

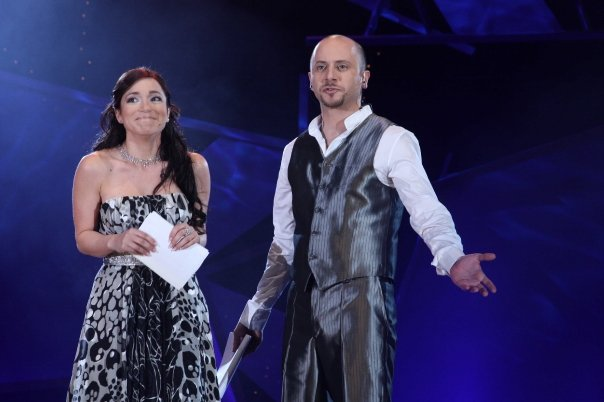
Bijdrage van Malta aan het Eurovisiesongfestival 2009

Malta nam deel aan het Eurovisiesongfestival 2009 in Moskou (Rusland). Het was de tweeëntwintigste deelname van het land op het Eurovisiesongfestival. Public Broadcasting Services (PBS) was verantwoordelijk voor de Maltese bijdrage voor de editie van 2009.

## Selectieprocedure
Er werd gekozen om een nationale finale te organiseren.
Het concept lag anders dan de voorbije jaren, daar er eerst 8 nationale heats werden georganiseerd.
In de finale namen uiteindelijk 20 artiesten deel.
Na 2 ronden van televoting werd de winnaar bekend.

### Voorrondes
| Volgorde | Artiest                             | Lied                   |
| -------- | ----------------------------------- | ---------------------- |
| 1        | Ludwig Galea ft. Fidela tal-Bambinu | "Lament"               |
| 2        | Dominic Cini                        | "I'm In Heaven"        |
| 3        | Classic Rebels                      | "Tonight at the Opera" |
| 4        | Klinsmann                           | "Rock and Rise"        |
| 5        | Talitha Dimech                      | "Earth and Sky"        |
| 6        | Rosman Pace                         | "One Million Ways"     |
| 7        | Francesca Borg                      | "Falling in Love"      |

| Volgorde | Artiest            | Lied                  |
| -------- | ------------------ | --------------------- |
| 1        | Q                  | "Live for Today"      |
| 2        | Josmar             | "Circus"              |
| 3        | Jessika Muscat     | "Smoke-screen"        |
| 4        | Georgina           | "To Be Myself"        |
| 5        | Laura Bruno        | "Something About You" |
| 6        | Marija Galdes      | "Castaway"            |
| 7        | Vittorio & Dorothy | "Promises"            |

| Volgorde | Artiest                          | Lied                     |
| -------- | -------------------------------- | ------------------------ |
| 1        | Trilogy                          | "The Song in Your Heart" |
| 2        | Dorothy Bezzina                  | "Mozart Revives"         |
| 3        | Derrick Schembri and Yanika Fava | "For A Moment"           |
| 4        | Jo Zette                         | "I'm Me"                 |
| 5        | Evita Magri                      | "Sexy Girls"             |
| 6        | Christian Arding                 | "This Ain't a Love Song" |
| 7        | Gloriana Arpa Belli              | "Love Was Made of Clay"  |

| Volgorde | Artiest                  | Lied                 |
| -------- | ------------------------ | -------------------- |
| 1        | Ruth Portelli            | "Innocent Heart"     |
| 2        | Eleanor Cassar           | "Someday"            |
| 3        | Dario and Grecia Bezzina | "Fjamma tas-Sliem"   |
| 4        | Claire Caruana           | "Harmony"            |
| 5        | Maria Mallia             | "Love in the Sahara" |
| 6        | Charlene & Natasha       | "Alchemy"            |
| 7        | Claudia Faniello         | "Midas Touch"        |

| Volgorde | Artiest             | Lied                     |
| -------- | ------------------- | ------------------------ |
| 1        | Miriam Christine    | "Mama"                   |
| 2        | Baklava             | "Kamikaze Lover"         |
| 3        | Ruth Portelli       | "Blame It On Your Heart" |
| 4        | J. Anvil            | "Choose Your Number"     |
| 5        | Corazon Mizzi       | "Another Side of Me"     |
| 6        | Rebecca Bonnici     | "Carry Me"               |
| 7        | Justine ft. Siconix | "Rhythm of the Night"    |

| Volgorde | Artiest        | Lied                   |
| -------- | -------------- | ---------------------- |
| 1        | Jamie Tonna    | "Where Was I?"         |
| 2        | Q              | "Before You Walk Away" |
| 3        | Julie Pomorski | "Shades of Memories"   |
| 4        | Jessika Muscat | "Hey You"              |
| 5        | Raquela        | "Crossroads"           |
| 6        | Ludwig Galea   | "Inferno"              |
| 7        | Kylie Coleiro  | "Let It Shine"         |

| Volgorde | Artiest                     | Liee               |
| -------- | --------------------------- | ------------------ |
| 1        | Alison Ellul                | "Typical Me"       |
| 2        | Daniela Vella               | "Soulmate"         |
| 3        | Eleanor Cassar              | "This is our Life" |
| 4        | Georgina and Ruth Casingena | "Avalon"           |
| 5        | Claudia Faniello            | "Blue Sonata"      |
| 6        | Chiara                      | "What If We"       |
| 7        | Christine Barbara           | "Visions of You"   |

| Volgorde | Artiest            | Lied                  |
| -------- | ------------------ | --------------------- |
| 1        | Charlene & Natasha | "King"                |
| 2        | Annabelle Debono   | "Army of Lovers"      |
| 3        | J. Anvil           | "Love Me or Leave Me" |
| 4        | Christine Barbara  | "Life is an Opera"    |
| 5        | Klinsmann          | "Butterfly Sky"       |
| 6        | The Elements       | "Ha Hi Hu"            |
| 7        | Wayne Micallef     | "Where You Belong"    |

### Finale
| Volgorde | Artiest                   | Lied                     | Jury | Plaats |
| -------- | ------------------------- | ------------------------ | ---- | ------ |
| 1        | The Elements              | "Ha Hi Hu"               | 25   | 19     |
| 2        | Baklava                   | "Kamikaze Lover"         | 30   | 18     |
| 3        | J. Anvil                  | "Choose Your Number"     | 71   | 10     |
| 4        | Wayne Micallef            | "Where You Belong"       | 85   | 7      |
| 5        | Classic Rebels            | "Tonight at the Opera"   | 94   | 5      |
| 6        | Vittorio & Dorothy        | "Promises"               | 57   | 16     |
| 7        | Chiara                    | "What If We"             | 129  | 1      |
| 8        | Rosman Pace               | "One Million Way"        | 76   | 9      |
| 9        | Q                         | "Before You Walk Away"   | 124  | 3      |
| 10       | Kylie Coleiro             | "Let It Shine"           | 14   | 20     |
| 11       | Jamie Tonna               | "Where Was I?"           | 51   | 17     |
| 12       | Christine Barbara         | "Life is an Opera"       | 62   | 14     |
| 13       | Eleanor Cassar            | "Someday"                | 126  | 2      |
| 14       | Raquela                   | "Crossroads"             | 71   | 11     |
| 15       | Miriam Christine          | "Mama"                   | 61   | 15     |
| 16       | Georgina & Ruth Casingena | "Avalon"                 | 71   | 12     |
| 17       | Alison Ellul              | "Typical Me"             | 79   | 8      |
| 18       | Trilogy                   | "The Song In Your Heart" | 87   | 6      |
| 19       | Claudia Faniello          | "Blue Sonata"            | 113  | 4      |
| 20       | Klinsmann                 | "Butterfly Sky"          | 65   | 13     |

| Volgorde | Arties         | Lied                   | Televoting | Plaats |
| -------- | -------------- | ---------------------- | ---------- | ------ |
| 1        | Chiara         | "What If We"           | 12249      | 1      |
| 2        | Q              | "Before You Walk Away" | 4619       | 3      |
| 3        | Eleanor Cassar | "Someday"              | 9785       | 2      |

## In Moskou
In de eerste halve finale moest Chiara aantreden als 17de net na Portugal en voor Bosnië en Herzegovina. Op het einde van de avond bleek men op een 6de plaats te zijn geëindigd met 86 punten, wat voldoende was om de finale te bereiken.
Nederland zat in de andere halve finale en België had 8 punten over voor deze inzending.
In de finale trad men op als 14de net na Moldavië en voor Estland. Op het einde van de avond was men op een teleurstellende 22ste was geëindigd met 31 punten.
Nederland en België hadden geen punten over voor deze inzending.

### Gekregen punten

#### Halve Finale 1
| 12 punten                                  | 10 punten             | 8 punten                                                  | 7 punten   | 6 punten                        |
| ------------------------------------------ | --------------------- | --------------------------------------------------------- | ---------- | ------------------------------- |
|                                            | - Verenigd Koninkrijk | - België - Wit-Rusland                                    | - Tsjechië | - Andorra - Portugal - Roemenië |
| 5 punten                                   | 4 punten              | 3 punten                                                  | 2 punten   | 1 punt                          |
| - Bosnië en Herzegovina - IJsland - Israël | - Zweden              | - Armenië - Bulgarije - Duitsland - Finland - Zwitserland |            | - Montenegro                    |

#### Finale
| 12 punten | 10 punten   | 8 punten             | 7 punten | 6 punten                       |
| --------- | ----------- | -------------------- | -------- | ------------------------------ |
|           |             |                      | - Servië | - Verenigd Koninkrijk          |
| 5 punten  | 4 punten    | 3 punten             | 2 punten | 1 punt                         |
| - Ierland | - Duitsland | - Finland - Roemenië |          | - Andorra - Letland - Litouwen |

| Jury punten finale      | Jury punten finale               | Jury punten finale    | Jury punten finale                        | Jury punten finale                             |
| 12 punten               | 10 punten                        | 8 punten              | 7 punten                                  | 6 punten                                       |
| ----------------------- | -------------------------------- | --------------------- | ----------------------------------------- | ---------------------------------------------- |
|                         | - Duitsland - Servië             | - Roemenië            | - Finland - Ierland - Verenigd Koninkrijk |                                                |
| 5 punten                | 4 punten                         | 3 punten              | 2 punten                                  | 1 punt                                         |
| - Griekenland - Letland | - Andorra - Hongarije - Litouwen | - Cyprus - Montenegro | - Armenië - Israël - Tsjechië             | - Albanië - Azerbeidzjan - Kroatië - Nederland |

| Televoting punten finale | Televoting punten finale | Televoting punten finale | Televoting punten finale | Televoting punten finale |
| 12 punten                | 10 punten                | 8 punten                 | 7 punten                 | 6 punten                 |
| ------------------------ | ------------------------ | ------------------------ | ------------------------ | ------------------------ |
|                          |                          |                          |                          | - Verenigd Koninkrijk    |
| 5 punten                 | 4 punten                 | 3 punten                 | 2 punten                 | 1 punt                   |
|                          | - België                 | - Denemarken             | - Ierland - Rusland      | - Oekraïne               |

### Punten gegeven door Malta

#### Halve Finale
Punten gegeven in de finale:
| 12 punten | IJsland               |
| 10 punten | Turkije               |
| 8 punten  | Zweden                |
| 7 punten  | Bosnië en Herzegovina |
| 6 punten  | Montenegro            |
| 5 punten  | Finland               |
| 4 punten  | Israël                |
| 3 punten  | Andorra               |
| 2 punten  | Roemenië              |
| 1 punt    | Wit-Rusland           |

#### Finale
Punten gegeven in de finale:
| 12 punten | IJsland             |
| 10 punten | Verenigd Koninkrijk |
| 8 punten  | Noorwegen           |
| 7 punten  | Griekenland         |
| 6 punten  | Denemarken          |
| 5 punten  | Turkije             |
| 4 punten  | Zweden              |
| 3 punten  | Finland             |
| 2 punten  | Oekraïne            |
| 1 punt    | Azerbeidzjan        |

| 12 punten | IJsland             |
| 10 punten | Noorwegen           |
| 8 punten  | Denemarken          |
| 7 punten  | Verenigd Koninkrijk |
| 6 punten  | Griekenland         |
| 5 punten  | Oekraïne            |
| 4 punten  | Finland             |
| 3 punten  | Israël              |
| 2 punten  | Kroatië             |
| 1 punt    | Frankrijk           |

| 12 punten | Verenigd Koninkrijk |
| 10 punten | IJsland             |
| 8 punten  | Turkije             |
| 7 punten  | Noorwegen           |
| 6 punten  | Griekenland         |
| 5 punten  | Zweden              |
| 4 punten  | Denemarken          |
| 3 punten  | Azerbeidzjan        |
| 2 punten  | Duitsland           |
| 1 punt    | Finland             |